# 정경호 (1972년)
정경호(1972년 3월 17일 ~ )는 대한민국의 배우이다.

## 학력
- 서울예술대학교 연극과

## 연기 활동

### 영화
- 2001년 《와니와 준하》 ... 사고 운전자 역
- 2001년 《두사부일체》 ... 대가리 꼬봉 1 역
- 2002년 《버스, 정류장》 ... 함지기 1 역
- 2002년 《정글 쥬스》 ... 심복들 역
- 2002년 《일단 뛰어》 ... 강당 경찰 1 역
- 2002년 《2424》 ... 오 대리 역
- 2002년 《색즉시공》 ... 성국 꼬봉 1 역
- 2004년 《목포는 항구다》 ... 점박이 역
- 2004년 《알포인트》 ... 이재필 상병 역
- 2004년 《쥐구멍은 어디에 있나》 ... 재열 역
- 2005년 《내 생애 가장 아름다운 일주일》 ... 유정훈 역
- 2006년 《각설탕》 ... 보안관 역
- 2006년 《달콤, 살벌한 연인》 ... 계동 역
- 2006년 《구타유발자들》 ... 홍배 역
- 2006년 《무도리》 ... 백 피디 역
- 2007년 《마을금고 연쇄습격사건》 ... 우상 역(특별출연)
- 2007년 《죽어도 해피엔딩》 ... 유 교수 역
- 2008년 《소년은 울지 않는다》 ... 생쥐 역
- 2009년 《집행자》 ... 장 교도 역
- 2010년 《노르웨이의 숲》 ... 창욱 역
- 2010년 《내 남자의 순이》 ... 흑싸리 역
- 2010년 《꿈은 이루어진다》 ... 주근치 상병 역
- 2010년 《정글피쉬 2 - 극장판》 ... 민찬기 역
- 2011년 《수상한 이웃들》 ... 양인수 역
- 2012년 《R2B: 리턴투베이스》 ... 조태봉 대위 역
- 2015년 《손님》 ... 철수 부 역
- 2016년 《히야》 ... 박동석 역
- 2017년 《로마의 휴일》 ... 최 형사 역
- 2018년 《미쓰백》 ... 파출소장 역
- 2020년 《구직자들》
- 2022년 《효자》 ... 길영 역
- 2022년 《히든》 ... NIS선배 역
- 2022년 《아부쟁이》 ... 보스 역 (특별출연)
- 2022년 《갓길로 달리는 코뿔소》 ... 기택 역
- 2023년 《3일의 휴가》 ... 박 사장 역
- 2025년 《귀신들》 ... 위기찬 / AI 위기찬 역

### 텔레비전 드라마
- 2004년 MBC 일요아침드라마 《단팥빵》 ... 이기동 역
- 2004년 MBC 단막극 《MBC 베스트극장 - 형님이 돌아왔다》 ... 이도 역
- 2004년 KBS 단막극 《드라마시티 - 조선생, 소년원 가다》
- 2005년 MBC 미니시리즈 《이별에 대처하는 우리의 자세》 ... 한필봉의 운전기사 역 (우정출연)
- 2006년 MBC 미니시리즈 《내 인생의 스페셜》 ... 작두 역
- 2006년 SBS 미니시리즈 《101번째 프러포즈》 ... 오용필 역
- 2006년 MBC 단막극 《MBC 베스트극장 - 미스김의 부메랑》 ... 김철중 역
- 2006년 MBC 단막극 《MBC 베스트극장 - 우리들의 크리스마스》 ... 동수 역
- 2007년 MBC 미니시리즈 《하얀거탑》 ... 권순기 역
- 2007년 MBC 미니시리즈 《히트》 ... 이해강 역
- 2007년 OCN 미니시리즈 《키드갱》 ... 패랭이 역
- 2007년 KBS 단막극 《드라마시티 - 변두리 맨몸 멜로》 ... 마용길 역
- 2008년 KNN 4부작드라마 《미세스 사이공》 ... 용만 역
- 2008년 CGV 미니시리즈 《리틀맘 스캔들》... 상덕 역
- 2008년 CGV 미니시리즈 《리틀맘 스캔들 2》 ... 상덕 역
- 2009년 MBC 일일시트콤 《지붕뚫고 하이킥!》 (89회) ... 정음이 취직한 회사 상사 역 (특별출연)
- 2010년 KBS 청소년드라마 《정글피쉬 2》 ... 민찬기 역
- 2010년 tvN 미니시리즈 《위기일발 풍년빌라》 ... 상근 역
- 2010년 MBC 단막극 《MBC 일요 드라마 극장 - 주부 김광자의 제3활동》
- 2011년 MBC 특별기획드라마 《짝패》 ... 껄떡 역
- 2011년 MBC 미니시리즈 《넌 내게 반했어》 ... 구정은 역
- 2012년 tvN 아침드라마 《노란 복수초》 ... 박창두 역
- 2013년 SBS 주말연속극 《원더풀 마마》 ... 샤샤 킴 역
- 2013년 MBC 주말연속극 《백년의 유산》 ... 양복집 점원 역 (특별출연)
- 2014년 OCN 일요드라마 《닥터 프로스트》 ... 정민우 역
- 2015년 SBS 드라마 스페셜 《용팔이》 ... 두철 수하 역
- 2016년 SBS 아침드라마 《내 사위의 여자》 ... 강우식 역
- 2017년 KBS2 수목드라마 《김과장》 ... 김성룡 협박남 역
- 2017년 KBS2 수목드라마 《추리의 여왕》 ... 정상원 역
- 2019년 MBC 수목드라마 《더 뱅커》 ... 변성태 역

### 연극
- 2008년 《간다 퍼레이드1. 우리 노래방 가서...얘기 좀 할까?》
- 2008년~2009년 《늘근도둑 이야기》
- 2009년~2011년 《웃음의 대학》
- 2010년 《짬뽕》

### 뮤지컬
- 2006년 《거울공주 평강이야기》

## 연기 외 활동

### 텔레비전 프로그램
- 2009년 tvN 《재밌는 TV 롤러코스터 - 불친절한 경호씨》
- 2009년 tvN 《재밌는 TV 롤러코스터 - 막장극장》
- 2010년 tvN 《재밌는 TV 롤러코스터 - 내 여자가 화났다》
- 2010년 tvN 《재밌는 TV 롤러코스터 - 루저전》
- 2012년 JTBC 《신화방송》
- 2015년 SBC 《런닝맨》 (268회, 특별출연)
- 2015년 MBC 《라디오스타》 (396회)

### 뮤직비디오
- 2010년 원투 - 와랄라 랄라레